# Hans R. G. Günther
Hans Richard Gerhard Günther (* 20. Juli 1898 in Berlin; † 30. Oktober 1981 in Garmisch-Partenkirchen) war ein deutscher Professor für Philosophie.

## Leben
Günther war der Sohn eines baptistischen Kaufmanns und Fabrikbesitzers. Nach Besuch des Realgymnasiums nahm er noch zwei Jahre am Ersten Weltkrieg teil. 1919 begann er ein Philosophiestudium und wurde 1925 bei Eduard Spranger und Max Dessoir mit der Arbeit über „Psychologie zur Religiosität Jung-Stillings“ promoviert. Er sah in der Religionskrise des 18. Jahrhunderts bereits einen Vorboten der krisenhaften Entwicklung Anfang des 20. Jahrhunderts. Mit Förderung der Notgemeinschaft der deutschen Wissenschaft setzte er seine Studien der Psychologie des deutschen Pietismus fort und habilitierte sich 1932 in Berlin bei Spranger über „Das Problem des Sichselbstverstehens“ trotz deutlicher Kritik durch Dessoir („erschreckend saftloses, unlebendiges Denken“). Seine Probevorlesung hatte das Thema „Die Frage nach dem Wertmaßstab zur Beurteilung historischer Phänomene“. Zum 10. Mai 1932 wurde er Privatdozent sowie im Oktober 1932 Oberassistent am Philosophischen Seminar als Nachfolger von Werner Ziegenfuß. In der Antrittsvorlesung befasste er sich mit „Max Schelers Auffassung des menschlichen Gewissens“. Nachdem Alfred Baeumler sich einer weiteren Karriere des Spranger-Schülers in den Weg stellte, wurde Günther im Bereich der Heerespsychologie tätig. Im November 1933 wurde Günther Mitglied der SA. Ab 1. August 1936 arbeitete er für die Psychologische Prüfstelle des III. Armeekorps und ab Juli 1937 für die völkerpsychologische Gruppe des Psychologischen Laboratoriums des Reichskriegsministeriums. Ab 1. April 1938 wurde er Leiter der Gruppe für Lebenslauf- und Sippenforschung sowie am 1. Oktober 1938 zum Regierungsrat ernannt und der Hauptstelle der Wehrmacht für Psychologie und Rasseforschung zugeteilt. Am 17. Juni 1940 wurde er außerplanmäßiger Professor. 1940 erstellte er seine Arbeit „Begabung und Leistung in deutschen Soldatengeschlechtern“. Nach einer Lehrstuhlvertretung 1940 in Prag wurde er 1941 fest nach Prag berufen und 1943 zum Ordinarius ernannt.
Günther war unter dem Vorstandsvorsitz von Bruno Bauch Geschäftsführer der Deutschen Philosophischen Gesellschaft. Dazu war er gemeinsam mit Erich Rothacker Herausgeber der Reihe „Neue deutsche Forschungen“, in der beim Berliner Verlag Junker und Dünnhaupt von 1934 bis 1944 insgesamt 332 Bände erschienen.
1946 erhielt Günther in Erlangen eine Stelle als Lehrbeauftragter.

## Schriften
- Psychologie zur Religiosität Jung-Stillings. Ein Beitrag zur Psychologie des deutschen Pietismus. Dissertation. Berlin 1925. (gedruckt: E. Reinhardt, München 1928; neu aufgelegt als: Jung-Stilling. Ein Beitrag zur Psychologie des Pietismus. Federmann, München 1948)
- Das Problem des Sichselbstverstehens. Junker & Dünnhaupt, Berlin 1934.
- Begabung und Leistung in deutschen Soldatengeschlechtern. Bernard & Graefe, Berlin 1940. (Wurde nach Ende des Zweiten Weltkrieges in der Sowjetischen Besatzungszone auf die Liste der auszusondernden Literatur gesetzt.)[5]
- Persönlichkeit und Geschichte. Aufsätze und Vorträge. Beyschlag, Augsburg 1947.
- Idee einer Geschichte der Frömmigkeit. Mohr, Tübingen 1948.